# Isabel Góis
Isabel Cristina Figueira de Góis (* 10. Oktober 1995 in Valencia, Spanien) ist eine portugiesische Handballspielerin, die beim portugiesischen Erstligisten Madeira Andebol SAD unter Vertrag steht.

## Karriere
Isabel Góis begann in der Saison 2005/06 das Handballspielen bei AD Camacha. Von dort aus wechselte sie im Jahr 2012 zu Madeira Andebol SAD. Góis lief ab dem Jahre 2014 für den portugiesischen Erstligisten Alavarium auf. Mit Alavarium gewann sie 2015 die portugiesische Meisterschaft. In der Saison 2017/18 hütete sie nochmals das Tor vom Ligarivalen Madeira Andebol SAD. Im Sommer 2018 wechselte Góis zum deutschen Bundesligaaufsteiger SV Union Halle-Neustadt. Ein Jahr später trat sie mit dem SV Union Halle-Neustadt den Gang in die Zweitklassigkeit an. Im Sommer 2020 unterschrieb sie einen Vertrag beim Bundesligisten Sport-Union Neckarsulm. Zur Saison 2022/23 kehrte sie zu Madeira Andebol SAD zurück.
Góis nahm mit der portugiesischen Jugend- und Juniorinnennationalmannschaft an der U-17-Europameisterschaft 2011 an der U-18-Weltmeisterschaft 2012, an der U-19-Europameisterschaft 2013 und an der U-20-Weltmeisterschaft 2014 teil. Mittlerweile gehört sie dem Kader der portugiesischen A-Nationalmannschaft an. Mit Portugal belegte sie den vierten Platz bei den Mittelmeerspielen 2022.